# Мекуиненса
Мекуиненса ( каталонски Мекуиненса ) је општина и насеље у Шпанији, у провинцији Сарагоса, аутономна заједница Арагон, Шпанија . Општина припада региону Доња Цинца, смештена на крајњем истоку провинције, граничећи се са Хуесцом и Ллеидом, на ушћу река Ебро, Цинца и Сегре.
Општина се налази у такозваном појасу Арагона, подручју у којем се говори каталонски језик. Мекуиненза се налази између брана Мекуиненза и Рибароја. Постоји место за веслање и вожња кануом који се сматра једним од најбољих у Европи због одличне приступачности, стабилне воде и спортских садржаја на обалама бране.
Прославе Сан Бласа и Агуеде одржавају се у фебруару, прославом такмичења у маскирању занатске израде проглашене Прославом туристичког интереса Арагоније.

## Топонимија
Име потиче од Микнасе, берберског племена које је изградило одбрамбено насеље у замку Мекуиненза у 8. веку. Латински се писало као Микуиненциа и другачије се појављује у документацији до 19. века, наизменично се мењајући облици Мкуиненса, Микуиненца, Мекуиненца, Мекуиненса.

## Историја

### Старина
Неопходно је нагласити значај који су неки аутори придавали ситуацији у овој зони иберијског града Октогеса, која је имала важну улогу у развоју битке код Илерде . Присуство фрагмената керамичких „сигиллата“ украшених у разним просторима може указивати на римску окупацију. Јулиус Цезар се у свом делу „ Де Белло Цивили “ позива на октогонско налазиште које неки историчари смештају у Мекиненцу.
Име места Мекуиненза потиче од берберског племена Бану Микнаса којем се приписује оснивање између 714. и 719. године. Током поновног освајања, Алфонсо I од Арагона га је заузео 1133. године (иако су га Алморавиди освојили нешто касније) и дефинитивно га је освојио Рамон Беренгуер IV 1149. године. Мекуиненза је прешла на господство племићке породице Монкада, господа из бароније Аитона. Тек 1149. године Мекуиненза је дефинитивно прешла у хришћанске руке након освајања Рамона Беренгуера ИВ. Неки документи утврђују да се та чињеница догодила 24. октобра 1149. Од тада је насеље (а вероватно и одбрамбена утврђења која су лоцирали и изградили муслимански становници) припадало краљу. У 1153, донација 1/5 земљишта се налазе на обалама Ебро од Мекуиненза до Бенифаллет са темпларима ће се одржати, али је вероватно да су Дворац, село, околне земље и млинови за Мекуиненза су још увек под краљевским зависности. или Гуиллем Рамон де Монцада.
1410. године, након смрти без деце Мартина Хуманисте и током спорова за сукцесију који су довели до споразума из Каспе, сљедбеници грофа Ђаумеа од Ургела у краљевини Арагон организовали су свој властити парламент у насељу, супротно онај из Алцаниза, на челу са присталицама Фернанда де Трастамаре. Такође су разни ратови попут Каталонског грађанског рата (1462-1472), Грађанског рата (1640-1652) и Рата за наследство (1705-1714) уништили и насеље и дворац.

### Савремено и модерно доба
Између 15  и 16  ј, време је беде и глади са неколико побуна због изразите диференцијације која је резултирала социјалном искљученошћу надничара и малих пољопривредника. Ова економска и социјална ситуација довела је до појаве разбојништва. Протеривање Мавара 1610. године подразумевало је одлазак из Мекуинензе око 265 људи (78 мушкараца, 100 жена, 35 младића, 27 девојака и око 25 деце) према Северној Африци. Његова последица је била да су индустрија и пољопривреда претрпели велики застој. Разни напади куге смањили су становништво 1648. године, а посебно између 1651. и 1652. године, документовани са посебном оштрином у Каспу, а куга скакаваца пала је на поља 1687. године. Године 1697. брат Мигуел де Салас написао је књигу Живот Санта Агатоклије, девице и мученице, послодавца Мекуинензе .
Под владавином Боурбона, стратешки замак Мекуиненза и околина поново су трансформисани и условљени да се прилагоде новим облицима ратовања артиљеријом и пешадију опреми пушкама . Војвода од Орлеана наредио је да се прошири и ојача консолидација паралелног пута до Ебра који је повезивао Мекиненцу и Тортосу. После заузимања Мекуинензе, Филипљани и следбеници надвојводе освојили су различите положаје, знајући стратешки значај места.
Почетком деветнаестог века економска ситуација Мекуинензе није се битно променила и пољопривреда је остала главни економски извор. Наставило се користећи технике наводњавања мудехара и велике норије смештене у Ебру . Производња уља износила је око 500 хектара, мада је вероватно повећана узгајањем маслина, које се одвијало од 1790. године. 1802. године Цхарлес ИВ дао је сагласност за изградњу нове парохијске цркве у Мекуинензи, коју је у ренесансном стилу пројектовао архитекта Јосе де Иарза. Радови су започели следеће године и наставили се до 1808. У то време становништво је имало парохијску цркву Госпе од Анђела, испосницу светих Козме и Дамјана и испосницу Свете Агатоклије.

#### Рат за шпанску независност и опсада Мекуиненса
Током рата за шпанску независност, у наполеонским ратовима догодила се опсада Мекуинензе започета 15. маја 1810. године. Упркос томе што су узели у обзир само дворац са мало одбране, становништво и замак налазили су се на стратешкој тачки наполеонске војске да осигура пловидбу Ебром и користи насеље као базу за снабдевање и транспорт наредних војних операција. Први напад на насеље догодио се средином марта након освајања Фраге, иако су браниоци насеља под командом пуковника Мануела Карба одбили напад.
Не успевши у овом покушају да се место преда мирним путем, Французи су се поново определили за војни пут. Нападачи су имали око 5.000 људи, четири чете инжењера и две артиљерије са 14 комада. Шпанска одбрана места, на чијем је челу био пуковник Карбо, имала је укупно 1200 људи. Осмог у 10 сати ујутро, шпански гарнизон се, након пружања великог отпора, повукао и коначно показао белу заставу. Гарнизон стиче част да маршира испред дивизије генерала Мусниер-а и положи оружје испред глечера замка Мекуиненза . Тада су шпанске трупе имале 500 војника различитог порекла. Унутар замка Мекуиненза Французи су пронашли велико наоружање.

## Музеји Мекуиненса
Музеји Мекуиненса су три музејска простора која се налазе у Мекуиненса. Састоје се од Музеја рудника, Музеја историје Мекуиненза и Музеја праисторијске прошлости. Њихов циљ је ширење рударског и историјског наслеђа града, а посебно Старог града Мекуиненза, који је нестао испод реке Ебро након изградње резервоара Рибарроја. Налази се у школској групи Мариа Куинтана изграђеној 1927. године. 
Музеји Мекуиненса део су Иберијске мреже геоминирајућих простора од 2017. године, удружења књижевних простора Еспаис Есцритс и од 2020. Светске мреже музеја воде Унеско.

## Братимљење
- Бресир (Француска)